# Ionuț Alin Zincă
Ionuț Alin Zincă (Plopeni, Romania, 20 de juny de 1983) és un corredor de muntanya romanès.
Ionuț Zincă és un corredor d'orientació i de llarga distància romanès especialitzat en curses de muntanya i skyrunning. És múltiple campió d'orientació balcànica i doble campió de cursa de muntanya dels Balcans. Va guanyar la medalla de bronze als Campionats d'Europa de curses de muntanya de 2012, el 'World Long Distance Mountain Running Challenge de 2013' i en la cursa d'orientació de llarga distància als 'Jocs Mundials Militars d'Estiu de 2019'.
Va començar a fer orientació de joventut però aquest esport no li permetia viure com a esportista professional a Romania, i va emigrar a Vitòria al País Basc l'any 2003 i va descobrir els esports de muntanya.
Es donà a conèixer el 2011, excelint en les seves dues especialitats esportives. El juny d'aquell any s'imposà a la cursa dels campionats balcànics de cursa de muntanya a Dimitrovgrad, obtenint el seu primer títol balcànic, guanyant amb gairebé 2 minuts d'avantatge sobre els seus competidors turcs. El 16 d'agost va signar el seu millor resultat al campionat del món d'orientació en quedar cinquè a l'sprint a Savoie Grand Revard. Al setembre va guanyar els seus primers títols balcànics d'orientació guanyant l'esprint i les llargues distàncies a Krushevo. Conclou la seva temporada obtenint la setena posició al campionat del món de cursa per muntanya de Tirana.
El 7 de juliol de 2012 va tenir una bona carrera, quedant tercer al podi del Campionat d'Europa de cursa per muntanya a Pamukkale. Aquest any, es va dedicar a l'skyrunning i de seguida va guanyar els seus primers èxits guanyant la 'Stava SkyRace' i la 'Red Rock SkyMarathon'. Va quedar segon a l'edició inaugural de la Copa La Sportiva Gore-Tex Mountain Running per darrere de Luis Alberto Hernando.
Al 'World Long Distance Mountain Running Challenge de 2013', a Szklarska Poręba, va aconseguir la medalla de bronze. Guanya la classificació general de la La Sportiva Gore-Tex Mountain Running Cup amb tres victòries a Arratzu Urdaibai, Giir di Mont i Red Rock SkyMarathon.
L'abril de 2014 aconseguí el seu millor resultat al Campionat d'Europa d'Orientació, a Palmela, quedant novè en la cursa de llarga distància. L'agost d'aquest any va acabar sisè a Sierre-Zinal. El 18 d'octubre va guanyar la cursa Gorbeia Suzien per tercera vegada consecutiva. L'esdeveniment compta també com el campionat d'Espanya d'skyrunning, Ionuț guanya el títol. Ocupa el segon lloc al rànquing Skyrunner World Series Sky gràcies al seu segon lloc a la Dolomites SkyRace i als seus 6 primers llocs a Zegama-Aizkorri i Sierre-Zinal.
El 2017 es va lesionar i va restar tot un any fora de competició per recuperar-se. Va tornar a viure a Romania l'any següent i juntament amb la seva dona va obrir la seva pròpia botiga d'esports a Brașov. Tanmateix, no abandona l'orientació i participa habitualment als campionats de Romania on ostenta més d'una vintena de títols, ent totes les modalitats. L'octubre de 2019 va participar en els Jocs Mundials Militars d'Estiu i va fer una cursa notable on guanyà la medalla de bronze en la llarga distància, darrere del rus Dmitry Tsvetkov i del francès Frédéric Tranchand.